# Entity (jogo eletrônico da Loriciel)
Entity é um jogo eletrônico de plataforma com rolagem lateral e run and gun, desenvolvido e publicado pela Loriciel; lançado em 1993 para Amiga e 1994 para MS-DOS (nas versões Disquete e CD). O lançamento da versão em CD-ROM inclui: música em qualidade de Audio CD, uma introdução mais longa, um menu de jogo, uma nova seção "mensagem de vídeo" (com manual interativo), novas "mensagens de dicas" animadas no jogo e narração completa em vários idiomas (francês, inglês, alemão, espanhol e italiano). Ele também suporta a placa decodificadora MPEG 'ReelMagic' da Sigma Designs - se a placa estiver presente, a sequência de introdução e as 'mensagens de dicas' do jogo são substituídas por sequências FMV / Live Action.

## Enredo
Por muito tempo, Entity a misteriosa criatura de outro mundo que se alimenta da energia dos planetas, foi controlada pelo grande Mago Milgram. Mas o Mago envelheceu, deixando Entity escapar de seu controle. Você (o jogador) joga com a tetuda Anthemis, a filha reencarnada de Milgram. Ela herdou alguns dos poderes de seu pai, aproveitando energias vitais para concentrá-las num fluxo devastador em combate. Posteriormente, Anthemis é teletransportada para o início do primeiro nível.

## Entity: The Movie
É um curta-metragem em Live Action de 1994 contendo 7 minutos de duração e que serve como a intro do jogo. Disponível apenas na versão em CD para MS-DOS com o uso obrigatório da placa ReelMagic. O curta foi dirigido por Antoine Lepoivre e estrelado pelos atores Robert Watson Barr (no papel do Mago Milgram) e Elvire Audray (no papel de Anthemis).